# Arnošt Dittrich
Arnošt Dittrich (23. července 1878 Dubá – 15. prosince 1959) byl český astronom.

## Život
Narodil se v rodině finančního rady Hypolita Dittricha (1846-1918) a jeho manželky Růženy, rozené Fridrichové (1854-1917). Byl nejstarším z pěti dětí.
Dittrich studoval matematiku a fyziku na univerzitách v Praze a Vídni. Poté 18 let vyučoval na středních školách v Jičíně, Třeboni a Praze.
V roce 1920 se habilitoval na pražské univerzitě na kosmickou fyziku a začal pracovat na observatoři v Starej Ďale (Hurbanovo), kde se nejprve zabýval zkoumáním zemského magnetismu. V roce 1927 se stal ředitelem této observatoře. V roce 1934 byl jmenován mimořádným profesorem na pražské univerzitě.
Ve svých pracích se kromě astronomie věnoval také otázkám teorie relativity a gravitace.